# Buġibba
Buġibba egy nyaralótelepülés Málta északi részén a Szent Pál-öböl partján, a Ras Il-Qawra félsziget északi oldalán, San Pawl il-Baħar helyi tanácsának területén. A szomszédos Qawrával összefüggő üdülőterületet alkot.

## Története
A városban találhatók a Málta legnagyobb nevezetességének számító kőkori templomok egyikének romjai. Ettől kezdve az újkorig a terület egyetlen emlékei a feltételezett római sólepárlók, azonban ezek eredete is kérdéses. Az 1955-ben két buġibbai garázsban létrehozott kápolna, majd a helyén épült templom idővel nem tudta kielégíteni a helyiek és a keresztény turisták igényeit, ezért 1988-1994 templom és ferences kolostor épült Qawrában is. 2004. december 8-án a két város önálló plébánia lett Assisi Szent Ferenc védelme alatt, Qawrában felépült új templomát Richard England máltai építész tervezte.

## Turizmus
Főként a turizmusnak köszönheti a létét, a helyiek ma is lenézik a rendszertelenül épült, "nem máltai" városkát. A nyaralóövezet két városa közül Qawra kínál magasabb színvonalat, míg Buġibba az alacsony árairól ismert. A város életének központja a Bay Square tere, árusokkal, éttermekkel. Található itt egy mozi is. Éjszakai életére inkább a bárok és pubok jellemzők. Homokos tengerpartján, amelyet 2006 óta kis kőfal véd a tengertől, legfeljebb ötvenen férnek el, amúgy a part sziklás.

## Nevezetességei

### Megalitikus templom romja
Málta őskorának legnagyszerűbb emlékei közé tartozik a New Dolmen szálloda által körülvett megalitikus templomrom. A néhány évtizede még szabadon álló romot nem rombolta le a beruházó. Templom volta az alaprajz alapján biztos, bár a homlokzat két függőleges kőtömbjén kívül nagyon nehéz kivenni az épület alakját. Az 1928-as kutatás során még előkerült a torba (döngölt padló), ez sejtette a belső helyiség alaprajzát. A bejárat trilitonja (két kőtömbön keresztbefektetett harmadik) ugyan fennmaradt, ám nem az eredeti helyén áll. Három feltárt oltára közül kettő (egyik a ritka hal-díszítéssel) ma a Nemzeti Régészeti Múzeumban áll Vallettában. A cseréptöredékek alapján a templomot a Tarxien-fázisba datálták a kutatók (Kr.e. 3100-2500).

### Egyéb nevezetességei
- Malta Classic Car Collection: az ország egyetlen autómúzeuma

## Kultúra
Egyesületei:
- Autógyűjtők: Military Vehicles Collectors Club

## Közlekedése
Autóval könnyen megközelíthető, az ország két főútvonala (Valletta-Sliema-San Pawl il-Baħar illetve Valletta-Birkirkara-Mosta-San Pawl il-Baħar) nem messze találkozik és folytatódik Mellieħa és Gozo felé. A település buszpályaudvara több járat végállomása:
- Valletta felől: 49, 57, 59, 159, 449, 499
- Mdina felől: 86
- Marsaxlokk felől: 627
- Az egyetem felől: 580

## Sport
Sportegyesületei:
- Boccia: Klabb tal-Boċċi Buġibba
- Harcművészetek: Tao Natural Health Centre